# Мальвинас-Архентинас (Альмиранте-Браун)
Мальвинас-Архентинас (исп. Malvinas Argentinas) — поселение в Аргентине в провинции Буэнос-Айрес. Часть агломерации Большой Буэнос-Айрес.

## История
В 1976 году решением властей муниципалитета Альмиранте-Браун баррио «Лома-Верде» было переименовано в «Мальвинас-Архентинас». В 1989 году оно было поднято в статусе до локалидад. В 1995 году здесь на Площади Пуэрто-Архентино был поставлен Памятник солдатам Мальвин.